# 이성숙
이성숙(李聖淑, 1963년 1월 1일 ~ )은 대한민국 부산광역시의회 의원이다.

## 학력
- 홍익대학교 미술대학
- 동아대학교 사회복지대학원 석사

## 경력
- 2010년 7월 1일 ~ 2014년 6월 30일 : 제6대 부산광역시의회 의원
- 2018년 7월 1일 ~ 2022년 6월 30일 : 제8대 부산광역시의회 의원

## 논란

### 본회의 중 시 공무원에게 조롱성 질의
2019년 7월 23일 부산시의회 제279회 임시회 본회의 중에  최근 5년간 부산시 소송건을 분석해 문제점을 지적하면서 이병진 부산시 기획관리실장(2급)을 불러 질의하는 과정에서 "문제 하나 내겠습니다." "딩동댕. 또 말해보세요." "한 개 맞췄습니다." "공부 다시 하십시오." 라고 조롱성으로 질의하여 질타를 받았다.

## 역대 선거 결과
|  | 27.81% |

|  | 46.49% |

|  | 54.29% |

|  | 39.20% |